# Winchester (Wyoming)
Winchester és una concentració de població designada pel cens al Comtat de Washakie a l'estat de Wyoming. Segons el cens del 2000 tenia 60 habitants.

## Demografia
Segons el cens del 2000, Winchester tenia 60 habitants, 25 habitatges, i 20 famílies. La densitat de població era de 4,2 habitants/km².
Dels 25 habitatges en un 20% hi vivien nens de menys de 18 anys, en un 68% hi vivien parelles casades, en un 4% dones solteres, i en un 20% no eren unitats familiars. En el 20% dels habitatges hi vivien persones soles el 4% de les quals corresponia a persones de 65 anys o més que vivien soles. El nombre mitjà de persones vivint en cada habitatge era de 2,4 i el nombre mitjà de persones que vivien en cada família era de 2,65.
Per edats la població es repartia de la següent manera: un 21,7% tenia menys de 18 anys, un 3,3% entre 18 i 24, un 26,7% entre 25 i 44, un 40% de 45 a 60 i un 8,3% 65 anys o més.
L'edat mediana era de 44 anys. Per cada 100 dones de 18 o més anys hi havia 88 homes.
La renda mediana per habitatge era de 31.094 $ i la renda mediana per família de 31.094 $. Els homes tenien una renda mediana de 31.250 $ mentre que les dones 0 $. La renda per capita de la població era de 17.274 $. Cap de les famílies estaven per davall del llindar de pobresa.

## Poblacions properes
El següent diagrama mostra les poblacions més properes.